# Siula Grande
Der Siula Grande ist ein Berg in der Cordillera Huayhuash in den peruanischen Anden. Er ist 6344 m hoch und liegt auf der kontinentalen Wasserscheide zwischen Pazifischem und Atlantischem Ozean. Der Quechua-Name des Berges lautet Hatun Siwla.

## Lage
Der Siula Grande liegt an der Grenze zwischen den Provinzen Cajatambo (Region Lima) im Westen und Lauricocha (Region Huánuco) im Osten. Im Westen befindet sich der Distrikt Copa, im Osten der Distrikt Jesús. Der Bergkamm führt in Richtung Nordnordwest zum Südgipfel des Yerupajá und weiter zu dessen Hauptgipfel. Nach Süden führt der Bergkamm zum Sarapo. Die Gletscher an seiner Südost- und Nordostflanke bilden das Quellgebiet des Río Nupe, linker Quellfluss des Río Marañón. Unterhalb der Westflanke befindet sich ebenfalls ein Gletscher. Dieser wird über den Río Rapay zum Río Pativilca hin entwässert.

## Besteigungsgeschichte
Der Gipfel wurde am 28. Juli 1936 durch die beiden Österreicher Arnold Awerzger und Erwin Schneider über den Nordgrat erstbestiegen.
Weitere Routen wurden durch die folgenden Besteigungen eröffnet:
- 1985: West Face durch Joe Simpson und Simon Yates (Erzählung der Besteigung und des anschließenden dramatischen Abstieges im 1988 erschienenen Buch Sturz ins Leere und in der gleichnamigen Filmdokumentation von 2003)
- 1999: Peru West Face Avoiding The Touch (neuer Weg) durch Carlos Buhler
- 17. Juli 2001: Noches de „Juerga“, Westwand
- 3. Juli 2002: Northeast Face, Los Rapidos durch Marjan Kovac und Pavle Kozjek
- Juli 2022: East Face, Routenname: "Ànima de corall"  durch Bau Buso und Marc Toralles[3]